# Nicolas Schindelholz
Nicolas Schindelholz (* 12. Februar 1988 in Binningen; † 18. September 2022) war ein Schweizer Fussballspieler, der zuletzt beim FC Aarau in der Schweizer Challenge League unter Vertrag stand.

## Karriere
Nicolas Schindelholz begann seine Profikarriere in der U-21 Mannschaft des FC Basel, wo er in der Saison 2006/07 seine ersten Einsätze in der 1. Liga (der dritthöchsten Spielklasse) hatte. In der darauffolgenden Saison etablierte er sich als Stammspieler und hatte einen nicht unerheblichen Anteil daran, dass die Mannschaft 2008/09 die 1.-Liga-Meisterschaft auf dem ersten Platz beendete.
Seine Leistungen blieben nicht unbemerkt. Der langjährige FCB-Verteidiger und Nationalspieler Murat Yakin, der 2009 das Traineramt des FC Thun übernommen hatte, nutzte die Kontakte zu seinem ehemaligen Stammverein und holte Schindelholz, zusammen mit Marco Aratore und Timm Klose ins Berner Oberland. Der Abwehrspieler unterschrieb bei den Thunern, die damals in der zweithöchsten Schweizer Liga spielten, einen Zweijahresvertrag bis 2011. In der Saison 2009/10 bestritt er 27 Spiele und schoss ein Tor. Der FC Thun wurde in dieser Saison Challenge-League-Meister und stieg in die Axpo Super League auf.
Während der ersten Partien der Saison 2010/11 verstärkte Schindelholz die Thuner U21, die 2010 in die 1. Liga aufgestiegen war. Am 23. September 2010 gab der Verteidiger beim Spiel gegen die AC Bellinzona sein Debüt in der Axpo Super League und hatte zwei weitere Teileinsätze in der 1. Mannschaft, bevor er sich eine Verletzung zuzog (Zerrung am Knie) und bis kurz vor Ende der Vorrunde ausfiel. Nach seiner Rückkehr konnte er sich zunächst als Stammspieler etablieren und stand mehrfach in der Startformation, bevor er Ende Februar 2011 erneut verletzt ausfiel.
Im Sommer 2017 wechselte Schindelholz vom FC Thun zum Ligakonkurrenten FC Luzern, wo er einen Vertrag bis Ende Juni 2018 unterschrieb. Bereits nach einer Saison, mit nur zwei Einsätzen, gab er seinen Abschied aus Luzern bekannt und unterzeichnete einen Einjahresvertrag mit Option beim FC Aarau.

## Titel und Erfolge
FC Basel
- Schweizer Meister mit der U18: 2006[8]
- Schweizer Cupsieger mit der U18: 2006[8]

FC Thun
- Challenge League Meister: 2010

## Sonstiges
Nicolas Schindelholz entstammt einer Fussballerfamilie, die stark mit dem SC Dornach verbunden ist. Nicolas Vater Stefan Schindelholz, der später unter Karl Odermatt beim FC Birsfelden spielte, kickte in seiner Jugend bereits im Gigersloch – der Dornacher Sportanlage. Stefan Schindelholz senior übernahm 1984 das Traineramt beim SC Dornach, führte das Team aus der 4. Liga bis in die 1. Liga, trainierte auch die Junioren und war Präsident und Sportchef des SC Dornach.
Nicolas Schindelholz, der bei den F-Junioren noch von seinem Vater trainiert wurde, durchlief sämtliche Juniorenteams beim SC Dornach, bevor der FC Basel auf ihn aufmerksam wurde, der ihn zuletzt in der U21 einsetzte. Auch Nicolas‘ Bruder Stefan junior tritt in die Fussstapfen seines Vaters und spielte bereits für die U18 und die U21 des FC Basel sowie in der 1. Liga (Gruppe 2) bei Dornach. Wenngleich auch Nicolas Schindelholz zeitweise für die U21 des FC Thun in der 2. Gruppe der 1. Liga antrat, kam es zu keiner direkten Begegnung der beiden Brüder.
Im August 2020 wurde öffentlich, dass Schindelholz an einem Lungentumor erkrankt war, an dessen Folgen er im Alter von 34 Jahren am 18. September 2022 starb.